# Rychloobrátkové spotřební zboží

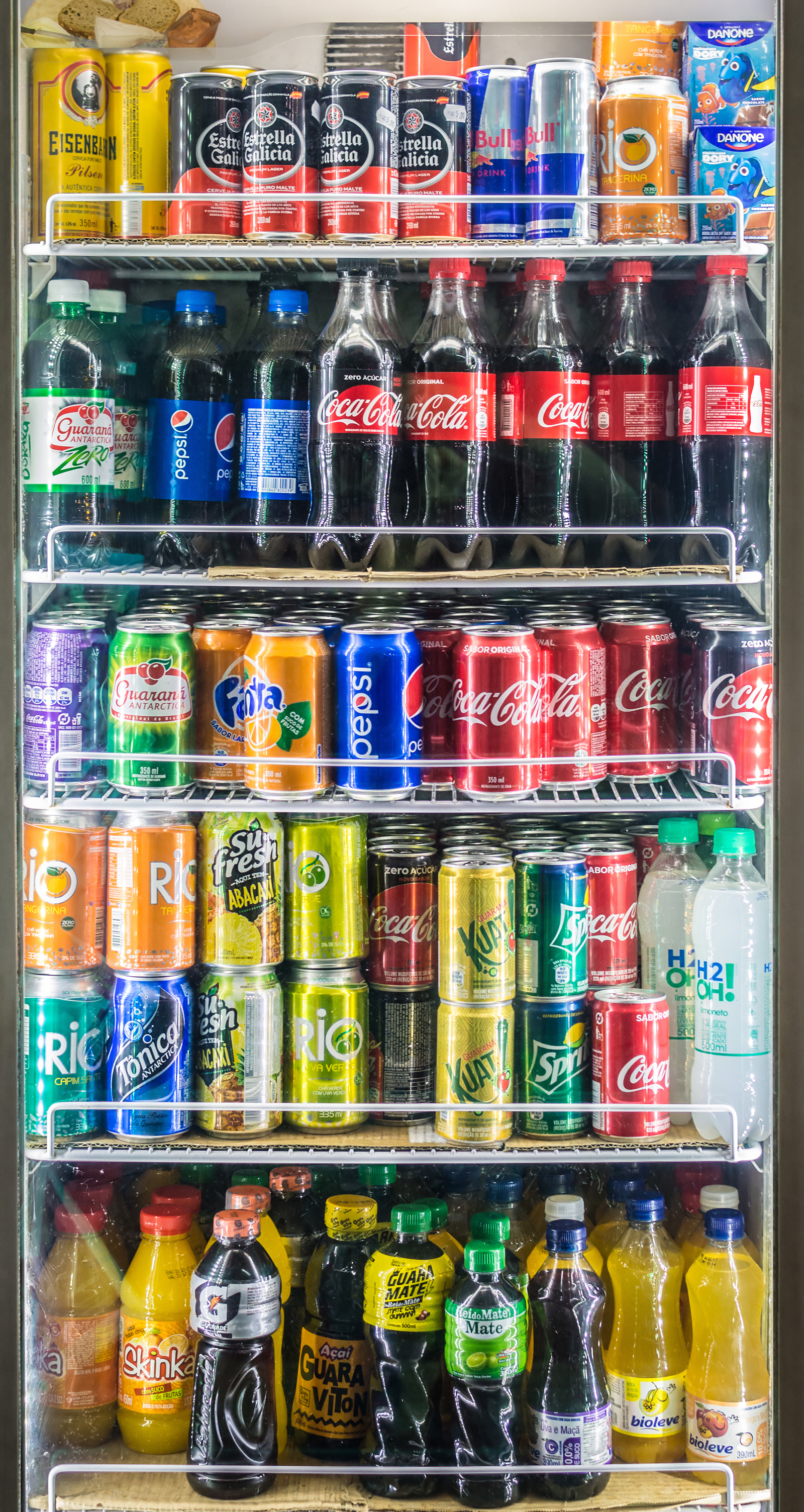
Balené nápoje - příklad rychloobrátkového spotřebního zboží

Rychloobrátkovým spotřebním zbožím se rozumí takové zboží, které se prodává rychle a za nízkých nákladů. Typicky se jedná zároveň o zboží spotřební a netrvanlivé, případně samo o sobě poměrně levné, například pečivo, nealkoholické nápoje nebo hygienické pomůcky. Je protikladem trvanlivého zboží, tedy přístrojů, automobilů a podobně.
Obchodník má obvykle na jednotlivých kusech nízkou marži, což je vynahrazeno velkým objemem, který se mu podaří prodat.